# Giuseppe Grilli
Giuseppe Grilli (Alvito, Frosinone, 1946) és un lingüista i estudiós de la literatura italià. S'ha especialitzat en catalanística i hispanística.
Es llicencià en filologia el 1969, i romandrà com a lector a la Universitat de Barcelona fins a 1972. Des de 1983 és professor de Llengua i Literatura Catalana a l'Institut Universitari Oriental de Nàpols. Ha organitzat congressos dedicats a aspectes de la cultura catalana. Ha estat President de l'Associació d'Estudis Catalans a Itàlia (Associazione Italiana di Studi Catalani) de 1989 a 1992, i de l'Associació d'Hispanistes Italians. Va rebre la Creu de Sant Jordi el 1996. El 2013 fou guardonat amb el Premi Internacional Catalònia de l'Institut d'Estudis Catalans
És acadèmic corresponent de la Reial Acadèmia Espanyola des de 2016.

## Obres
- Spagna tuttifrutti : dalla morte di Franco al golpe dell'81 (1981)
- Il mito laico di Joan Maragall: 'El Comte Arnau' nella cultura urbana del primo novecento (1984)
- Poesia. artificiosa e metametrica nella letteratura catalana (1985)
- Morte di dama, traducció de Llorenç Villalonga (1997)
- Modelli e caratteri. dell'Ispanismo italiano (2002)
- Literatura caballeresca y re-escrituras cervantinas (2004)